# راجنار بيرغ
راجنار بيرغ (بالسويدية: Ragnar Berg؛ بالألمانية: Ragnar Berg) هو عالم كيمياء حيوية واخصائي تغذية وكيميائي سويدي وألماني، ولد في 1873 في غوتنبرغ في السويد، وتوفي في 1956 في Borstel, Schleswig-Holstein ‏ في ألمانيا.